# 乌尔米茨
乌尔米茨是德国莱茵兰-普法尔茨州的一个市镇。总面积3.77平方公里，总人口3473人，其中男性1724人，女性1749人（2011年12月31日），人口密度921人/平方公里。